# Dokončna rešitev
Dokončna rešitev (nemško Endlösung) je izraz, s katerim so nacistični veljaki označili »rešitev« judovskega vprašanja. To »rešitev« so videli v holokavstu oziroma genocidu celotne judovske skupnosti pod njihovo upravo. Izraz je skoval Adolf Eichmann, visok nacistični uradnik in član SS, ki je nadzoroval izpolnjevanje genocida.